# Amt Garze
Das Amt Garze war ein historisches Verwaltungsgebiet des Fürstentums Lüneburg.

## Geschichte
Hervorgegangen ist das Amt aus dem Besitz des Adelsgeschlechts von dem Berge, der aus den vier sogenannten „Bruchdörfern“ und Streubesitz im Bereich benachbarter Ämter bestand. 1623 starb die Familie im Mannesstamm aus und hinterließ seinen Besitz den Celler Herzögen, die daraus ein eigenes Amt Garze bildeten. Ab 1742 wurde das Amt Garze  durch das Amt Bleckede mitverwaltet. 1823 ging es im Amt Bleckede auf.